# Agyi érkatasztrófa epidemiológiája
Bizonyos vélemények szerint az agyi érkatasztrófa válhat hamarosan az általános halálokká világszerte. Jelenleg a második leggyakoribb halálok a nyugati világban, a szívbetegségek és a rák között áll, világszerte az elhalálozások 10%-át okozza. Az érkatasztrófa előfordulási gyakoriságában földrajzi eltérések figyelhetők meg, beleértve az   
Egyesült Államok délkeleti részén lévő ún. ’’stroke’’-övet, bár ennek okaira még nincs magyarázat. A ’’stroke’’ bekövetkezésének aránya ’’(incidenciája)’’ exponenciálisan nő 30 éves életkor fölött, és kiváltó okai (etiológiai tényezői) az életkorral változnak. Az előrehaladott életkor egyike a legjelentősebb kockázati tényezőknek az agyi érkatasztrófáknál. Az esemény az esetek 95%-ában a 45 évesnél idősebb személyeknél, kétharmada pedig a 65 évnél idősebbeknél következik be.  Ugyancsak az életkorral nő a férfiak és nők kockázati tényezője arra nézve, hogy agyi érkatasztrófa következtében halnak meg. Mindemellett az érkatasztrófa bármely életkorban, még gyermekkorban is bekövetkezhet.
Egyes családokon belül lehet genetikai hajlam az érkatasztrófára, vagy pedig a hasonló életstílus járulhat hozzá a családi halmozódáshoz. A Von Willebrand faktor magasabb szintje elég általános az első iszkémiás érkatasztrófán átesettek körében. Ezen vizsgálatok azt mutatták, hogy egyetlen jelentős genetikai tényező  az egyének vércsoportja volt. A férfiak kockázata 25%-kal nagyobb, mint a nőké. Mégis a nők ’’stroke’’ miatti halálozási aránya 60%. Mivel a nők átlagos életkora hosszabb, általában idősebb korban éri őket az érkatasztrófa, ami így gyakrabban halálos kimenetelű. (NIMH 2002). Bizonyos kockázati tényezők csak nőknél jelentkeznek. Ezek közül a legfontosabbak a terhesség, a szülés, a menopausa illetve utóbbinak a hormonális kezelése.